# Lindsay (Kalifornia)
Lindsay – miasto w Stanach Zjednoczonych, w stanie Kalifornia, w hrabstwie Tulare.